# スペース・エイジ・ポップ
スペース・エイジ・ポップ（Space age pop）は、1950年代と1960年代の宇宙時代におけるメキシコやアメリカの作曲家やソングライターに関連するポップスやイージーリスニングといった音楽のサブジャンル。バチェラー・パッド・ミュージック (Bachelor Pad Music)またはラウンジ・ミュージックとしても知られ、この時代の精神や、戦後の強力な経済とテクノロジー・ブームに基づいた楽観主義、および人類の宇宙進出初期における興奮に触発されたものとなっている。ジャンルの起源となるアルバム、日付、年は正確に把握されていないが、プロデューサーのアーウィン・チューシドは、その全盛期を「ほぼ1954年から1963年まで、ハイファイの夜明けからビートルズ到来までの間」と特定している。
その音楽は単一のスタイルに限定されておらず、常に簡単に分類されるものとは限らない。影響としては認識できるいくつかのスタイルがある。ラヴェルやドビュッシーのようなクラシック音楽の作曲家、1940年代のビッグバンド、それにサンバ、ラテン音楽、カリプソなどさまざまなエキゾチック・スタイルなどである。また、ラウンジ・ミュージック、エキゾチカ、またはビューティフル・ミュージック/イージーリスニングといったジャンルにも関連しており、スペース・ミュージックという音楽ジャンルの前兆と見なされる場合がある。アルバムには多くの場合、ロケット、月の情景、モダニズムなどのサイエンス・フィクションに関連したアルバム・カバーが使われている。

## ジャンルとスタイル
スペース・エイジ・ポップは、いくつかの方法でポピュラー・ミュージックにイノベーションをもたらした。1950年代初頭のこれらのアルバムは、コンセプト・アルバムの初期の例のいくつかを生み出し、1957年に導入された4トラック録音の初期の形式を採用した。